# カリーナ・ラウ
カリーナ・ラウ（劉嘉玲、Carina Lau、広東語: ラウ・ガーリン、普通話: リウ・ジャアリン、1965年12月8日 - ）は、香港の女優。

## 人物
中国江蘇省蘇州市出身で、1980年代にデビューし、以後、映画やテレビドラマにも精力的に出ている香港を代表する女優の一人。ウォン・カーウァイ監督作品に常連として出演している。
中国本土から香港に渡ったのは1980年。同年TVBの俳優養成コースに入学し、以降20本以上のテレビドラマに出演。1986年になり、ジャッキー・チェンが制作を手がけた『クラッシュ・エンジェルス 失われたダイヤモンド』で映画デビュー。以後数作に出演した後、1990年のウォン・カーウァイ作品『欲望の翼』で国際的にその力を認められ、フランスのナント三大陸映画祭で主演女優賞を受賞した。
同じ女優で歌手のフェイ・ウォンとは親友同士で、プライベートでも交流がある。
2008年7月21日、長年のパートナーであるトニー・レオンとブータン王国で結婚式を挙げる。
2011年4月17日、『王朝の陰謀 判事ディーと人体発火怪奇事件』の演技により第30回香港電影金像奨の最優秀主演女優賞を受賞。

## 出演作品

### 映画
- クラッシュ・エンジェルス 失われたダイヤモンド (1986)
- プロジェクトA2 史上最大の標的 (1987)
- 愛と復讐の挽歌 (1987)
- 愛と復讐の挽歌 野望編 (1987)
- エロティック・ヘヴン 鶯火楼 (1987)
- 極道香港・復讐の狼 (1988)
- 欲望の翼 (1990)
- 98分署 香港レディ・コップス (1990)
- 神鳥伝説 (1991)
- 上海の休日 (1991)
- ロアン・リンユィ 阮玲玉 (1991)
- 恋のトラブルメーカー (1992)
- 月夜の願い/新難兄難弟 (1993)
- つきせぬ想い (1993)
- 黒薔薇VS黒薔薇II (1993)
- 大英雄 (1993)
- 新・愛と復讐の挽歌 殺しの掟 (1993)
- ブッシュマン4 ホンコン大パニック! (1993)
- 楽園の瑕 (1994)
  - 楽園の瑕 終極版 (2008)……『楽園の瑕』の別編集バージョン
- 香港デラックス (1994)
- チャイニーズ・ファイター 天空伝説 (1994)
- 君さえいれば/金枝玉葉(1995)
- ボクらはいつも恋してる! 金枝玉葉2 (1996)
- 008 皇帝ミッション (1996)
- 女ともだち (1997)
- フラワーズ・オブ・シャンハイ (1998)
- 新恋愛世紀 ラブ・ジェネレーション (1998)
- 恋するブラジャー大作戦（仮） (2001)
- インファナル・アフェア 無間序曲 (2003)
- インファナル・アフェアIII 終極無間 (2003)
- 1：99 電影行動 (2003)
- 性感都市セックス&ビューティーズ (2004)
- 2046 (2004)
- 好奇心は猫を殺す (2006)
- 王朝の陰謀 判事ディーと人体発火怪奇事件 (2010)
- さらば復讐の狼たちよ (2010)
- ライズ・オブ・シードラゴン 謎の鉄の爪 (2013)
- 越境（中国語版）（2013）※第9回大阪アジアン映画祭で上映
- 青春の名のもとに（2018）※第13回大阪アジアン映画祭で上映
- 阿修羅（2018）[1]
- 王朝の陰謀 闇の四天王と黄金のドラゴン（2018）
- 映画 真・三國無双 (2021)
- 未来戦記 (2022)

### テレビドラマ
- 再版人 (1984)
- 鹿鼎記 (1984)
- 一江春水向東流 (2005)

## 主な受賞歴
- 1991年 ナント三大陸映画祭主演女優賞（欲望の翼）
- 1998年 香港金紫荊奨最優秀主演女優賞（女ともだち）
- 2007年 第26回金鶏百花映画祭最優秀主演女優賞（好奇心は猫を殺す）
- 2011年 第30回香港電影金像奨最優秀主演女優賞（王朝の陰謀 判事ディーと人体発火怪奇事件）